# Barbarella
Barbarella es una historieta francesa creada por Jean-Claude Forest, cuya protagonista se convirtió en una destacada heroína y quizás la primera del género de cómic erótico fantástico, que tuvo su esplendor en los años 1960 y 1970.

## Personaje y trama
Las aventuras de Barbarella comenzaron  a publicarse en V-Magazine el 2 de abril de 1962, pero no lograron la fama hasta dos años después, cuando fueron recopiladas en forma de álbum de lujo por el editor Eric Losfeld.
Barbarella es una aventurera espacial del siglo XL, sexualmente libre, con un atractivo que utiliza para vencer a sus enemigos, siempre en los límites de la moral del siglo XX.
Para su autor, Forest, Barbarella «es una mujer libre, dueña de sus acciones y de su cuerpo».

## Influencia
Barbarella revolucionó el cómic de la época, convirtiéndose en la primera de una serie de heroínas “fantaeróticas” y liberadas, como Jodelle, y extendiendo su influencia hasta España, donde Víctor Mora y José Bielsa crearon Supernova en 1972.
Sin embargo, para el historiador de cine Román Gubern, «la aventura de Barbarella se ofreció con un respeto demasiado escrupuloso a la tradición gráfica de los "cómics" de aventuras. Su audacia fantaerótica pudo sorprender ciertamente al público lector, pero sus dibujos no sorprendieron a nadie.»

## Adaptaciones y referencias en otros medios
En 1968 se realizó una adaptación al cine dirigida por Roger Vadim. Éste acabaría casándose con Brigitte Bardot, pero no fue ella quien encarnó al personaje, sino Jane Fonda.
El personaje ha sido recurrente en la producción musical de los últimos años, pudiendo destacarse sus siguientes apariciones:
- La cantante belga Lio ícono del pop en Francia y Bélgica sacó su nombre artístico de uno de los personajes de Barbarella, la adolescente Lio de cabello castaño salvada por Barbarella que debe salvar el pueblo gobernado por su padre en Les Colères du mange-minutes.
- La banda pop de los años 1980 Duran Duran toma su nombre de uno de los personajes de Barbarella, el profesor Durand Durand. Uno de los más famosos temas de la banda es precisamente "Electric Barbarella".
- Jamiroquai menciona una "baby Barbarella" en su canción "Cosmic Girl".
- El video musical del tema "Put Yourself In My Place" de la australiana Kylie Minogue está inspirado en Barbarella. En él podemos ver a la sensual cantante flotando con un sexy traje espacial rosado, del cual se va desprendiendo a lo largo del tema.

- El grupo mexicano de rock progresivo M.C.C. Música y Contra Cultura dedica una pieza instrumental llamada "SOGO" en 1983 inspirada en el cómic de Barbarella y la cual es el nombre de la enigmática ciudad donde se esconde Duran Duran.La pieza está incluida en el único disco grabado por la banda llamado "1980-1984".
- El grupo mexicano de rock alternativo La Gusana Ciega hace referencia a este personaje en su canción "Venus En La Arena". También el dueto de la misma nacionalidad Afrodita en su canción "Chocolate y Yoghurt" hacen mención de este personaje.
- "Barbarella As A Boy" es el título de una canción de Izzy Novak que aparece en el videojuego Devil May Cry.
- Scott Weiland, exvocalista de la banda grunge Stone Temple Pilots, en su carrera solista interpreta el tema "Barbarella", que forma parte de su disco "12 bar blues".
- En el episodio 3x13 "This is a Dark Ride" de Pretty Little Liars, Emily Fields (Shay Mitchell) se disfraza de Barbarella y su novia Paige McCullers (Lindsey Shaw) de Marlene Dietrich, haciéndolas parecer como citan en el capítulo "Un pastel de bodas del espacio sideral".
- Se hace mención en la canción Thank you very much de Margaret
- Se hace referencia a Barbarella en la canción Arabella de Arctic Monkeys, cuando nos describen que la chica tiene un "Barbarella silver swimsuit."
- Barbarela (españolizado) es también el apodo de una zona de la ciudad de Málaga. Su nombre proviene de la similitud del centro de salud del barrio con una discoteca que se construyó en Torremolinos ,[6] cuyo nombre salió de la película .[7]
- En República Dominicana, se le adaptó el nombre Barbarella a un festival de música electrónica celebrado anualmente desde 2011 hasta la fecha, quien de vez en cuando utiliza la temática del espacio y el futuro.